# Мінітонас-Бовсмен
Мінітонас-Бовсмен (англ. Minitonas-Bowsman) — муніципалітет в Канаді, у провінції Манітоба.

## Населення
За даними перепису 2016 року, муніципалітет нараховував 1653 особи, показавши скорочення на 9,0%, порівняно з 2011-м роком. Середня густина населення становила 1,4 осіб/км².
З офіційних мов обидвома одночасно володіли 35 жителів, тільки англійською — 1 615. Усього 105 осіб вважали рідною мовою не одну з офіційних, з них 5 — одну з корінних мов, а 15 — українську.
Працездатне населення становило 62% усього населення, рівень безробіття — 4,8% (7,4% серед чоловіків та 2,7% серед жінок). 75% осіб були найманими працівниками, а 25,6% — самозайнятими.
Середній дохід на особу становив $38 560 (медіана $31 488), при цьому для чоловіків — $44 219, а для жінок $32 406 (медіани — $38 400 та $26 386 відповідно).
34,9% мешканців мали закінчену шкільну освіту, не мали закінченої шкільної освіти — 28,3%, 36,8% мали післяшкільну освіту, з яких 15% мали диплом бакалавра, або вищий.
| Статево-вікова структура населення | Статево-вікова структура населення | Статево-вікова структура населення | Статево-вікова структура населення | Статево-вікова структура населення |
| ---------------------------------- | ---------------------------------- | ---------------------------------- | ---------------------------------- | ---------------------------------- |
|                                    |                                    |                                    |                                    |                                    |
| Всього                             | Всього                             | 50,8%49,2%                         |                                    |                                    |
| 0 — 14 років                       | 0 — 14 років                       |                                    | 16,9%                              | 16,9%                              |
| 15 — 64 років                      | 15 — 64 років                      |                                    | 62,5%                              | 62,5%                              |
| 65 і більше                        | 65 і більше                        |                                    | 20,5%                              | 20,5%                              |
| 85 і більше                        | 85 і більше                        |                                    | 2,4%                               | 2,4%                               |
| Середній вік (років)               | Середній вік (років)               | 43,343,1                           | 43,2                               | 43,2                               |
| Медіана (років)                    | Медіана (років)                    | 46,346,2                           | 46,3                               | 46,3                               |
| — чоловіки — жінки                 |                                    |                                    |                                    |                                    |

| Походження мешканців:     | Походження мешканців:     | Походження мешканців: | Походження мешканців: | Походження мешканців: |
| ------------------------- | ------------------------- | --------------------- | --------------------- | --------------------- |
| Походження                |                           |                       | осіб                  | %                     |
| Корінні американці        | Корінні американці        |                       | 290                   | 17.63%                |
| Інше північноамериканське | Інше північноамериканське |                       | 520                   | 31.61%                |
| Європейське               | Європейське               |                       | 1 405                 | 85.41%                |
| британське                | британське                |                       | 900                   | 54.71%                |
| французьке                | французьке                |                       | 170                   | 10.33%                |
| українське                | українське                |                       | 250                   | 15.2%                 |
| Латинськоамериканське     | Латинськоамериканське     |                       | 25                    | 1.52%                 |

| Зайнятість населення за галузями (за класифікацією NOC): | Зайнятість населення за галузями (за класифікацією NOC): | Зайнятість населення за галузями (за класифікацією NOC): | Зайнятість населення за галузями (за класифікацією NOC): | Зайнятість населення за галузями (за класифікацією NOC): |
| -------------------------------------------------------- | -------------------------------------------------------- | -------------------------------------------------------- | -------------------------------------------------------- | -------------------------------------------------------- |
|                                                          |                                                          |                                                          |                                                          |                                                          |
| Управління                                               | Управління                                               |                                                          | 25,4%                                                    | 25,4%                                                    |
| Бізнес, фінанси та адміністрування                       | Бізнес, фінанси та адміністрування                       |                                                          | 11,2%                                                    | 11,2%                                                    |
| Природничі та прикладні науки                            | Природничі та прикладні науки                            |                                                          | 1,8%                                                     | 1,8%                                                     |
| Охорона здоров'я                                         | Охорона здоров'я                                         |                                                          | 5,9%                                                     | 5,9%                                                     |
| Освіта, правозахист, муніципальні та урядові служби      | Освіта, правозахист, муніципальні та урядові служби      |                                                          | 11,8%                                                    | 11,8%                                                    |
| Роздрібна торгівля та послуги                            | Роздрібна торгівля та послуги                            |                                                          | 11,2%                                                    | 11,2%                                                    |
| Гуртова торгівля, транспорт та обладнання                | Гуртова торгівля, транспорт та обладнання                |                                                          | 18,3%                                                    | 18,3%                                                    |
| Природні ресурси, сільське господарство                  | Природні ресурси, сільське господарство                  |                                                          | 10,1%                                                    | 10,1%                                                    |
| Виробництво                                              | Виробництво                                              |                                                          | 4,1%                                                     | 4,1%                                                     |

## Клімат
Середня річна температура становить 1,4°C, середня максимальна – 22,4°C, а середня мінімальна – -25,5°C. Середня річна кількість опадів – 583 мм.
| Клімат поселення                              | Клімат поселення | Клімат поселення | Клімат поселення | Клімат поселення | Клімат поселення | Клімат поселення | Клімат поселення | Клімат поселення | Клімат поселення | Клімат поселення | Клімат поселення | Клімат поселення | Клімат поселення |
| Показник                                      | Січ.             | Лют.             | Бер.             | Квіт.            | Трав.            | Черв.            | Лип.             | Серп.            | Вер.             | Жовт.            | Лист.            | Груд.            |                  |
| Середній максимум, °C                         | −12,11           | −7,95            | −1,26            | 8,80             | 17,12            | 22,36            | 22,40            | 21,25            | 15,59            | 8,55             | −1,9             | −11,02           |                  |
| Середня температура, °C                       | −18,8            | −14,67           | −7,97            | 2,10             | 10,41            | 15,66            | 18,21            | 17,10            | 11,40            | 4,38             | −6,1             | −15,2            |                  |
| Середній мінімум, °C                          | −25,53           | −21,38           | −14,69           | −4,61            | 3,70             | 8,94             | 14,01            | 12,88            | 7,24             | 0,17             | −10,25           | −19,38           |                  |
| Норма опадів, мм                              | 25               | 19               | 28               | 35               | 58               | 90               | 91               | 76               | 67               | 41               | 27               | 26               |                  |
| Середньомісячна швидкість вітру, м/с          | 3.40             | 3.47             | 3.55             | 3.80             | 3.90             | 3.60             | 3.30             | 3.30             | 3.70             | 3.80             | 3.60             | 3.50             |                  |
| Середньомісячна сонячна радіація, кДж/м²·день | 3676             | 6975             | 12589            | 17346            | 20461            | 21567            | 21632            | 18069            | 12163            | 7094             | 3792             | 2800             |                  |
| --------------------------------------------- | ---------------- | ---------------- | ---------------- | ---------------- | ---------------- | ---------------- | ---------------- | ---------------- | ---------------- | ---------------- | ---------------- | ---------------- | ---------------- |
| Джерело:                                      |                  |                  |                  |                  |                  |                  |                  |                  |                  |                  |                  |                  |                  |